# Las llaves para la Casa Blanca

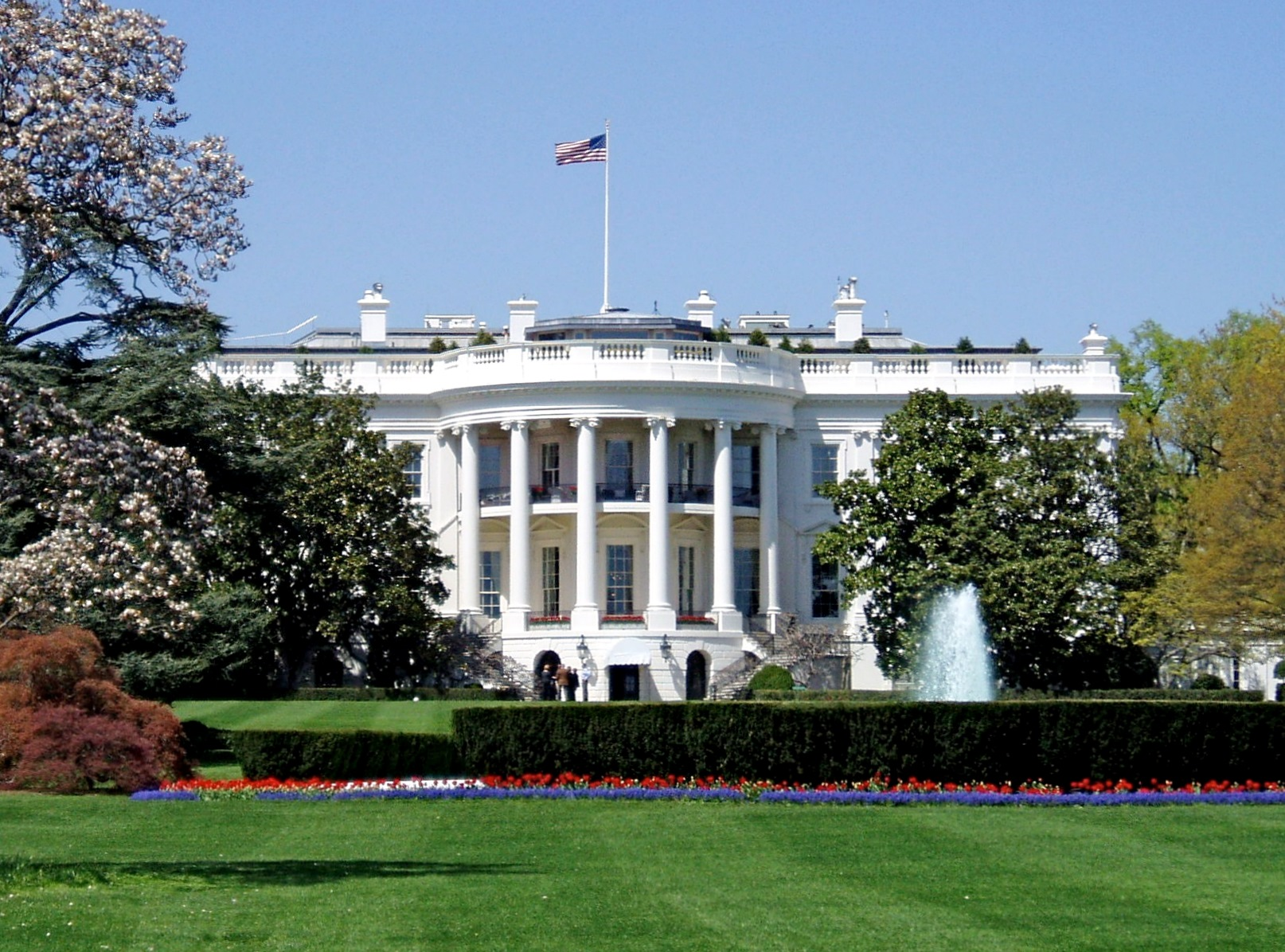
La Casa Blanca, sede del poder ejecutivo en los Estados Unidos.

Las llaves para la Casa Blanca es un sistema de predicción para determinar el resultado de las elecciones presidenciales en Estados Unidos que fue desarrollado por el historiador estadounidense Allan Lichtman y el geofísico ruso Vladimir Keilis-Borok en 1981.
Con este sistema, Lichtman predijo correctamente los resultados de todas las elecciones presidenciales desde 1984 hasta 2020, con la excepción del año 2000.

## Las 13 llaves
Las Llaves de la Casa Blanca son una lista de trece afirmaciones verdadero/falso sobre las circunstancias que rodean a una elección presidencial. Cuando cinco o menos de las siguientes afirmaciones son falsas, se predice que el partido en el poder ganará las elecciones. Cuando seis o más son falsas, se predice que el partido en el poder perderá.
1. Ganancias en las elecciones de mitad de mandato: después de las elecciones de mitad de mandato, el partido en el poder tiene más escaños en la Cámara de Representantes de los Estados Unidos que tras las anteriores elecciones de mitad de mandato.
2. Sin contestación en las primarias: no hay contestación seria por la nominación del partido en el poder.
3. El partido en el poder busca la reelección: el candidato del partido en el poder es el presidente en ejercicio.
4. No hay terceros partidos: No hay terceros partidos significativos ni campañas independientes.
5. Economía fuerte a corto plazo: La economía no entró en recesión durante la campaña electoral.
6. Economía fuerte a largo plazo: el crecimiento económico real per cápita durante el período es igual o superior al crecimiento medio durante los dos períodos anteriores.
7. Cambios importantes en la política: La administración en funciones realiza cambios importantes en la política nacional.
8. No hay agitación social: No hay agitación social sostenida durante el mandato.
9. Ningún escándalo: La administración en ejercicio no se ha visto contaminada por escándalos importantes.
10. Ningún fracaso militar o en el extranjero: La administración en funciones no sufre grandes fracasos en asuntos exteriores o militares.
11. Gran éxito exterior / militar: La administración en funciones logra grandes éxitos en asuntos exteriores o militares.
12. Candidato opositor carismático: el candidato del partido en el poder es carismático o un héroe nacional.
13. Candidato poco carismático: El candidato del partido no es carismático ni un héroe nacional.

### Resumen
Un candidato carismático, en lo que respecta a las Claves 12 y 13, es un candidato con una personalidad extraordinariamente persuasiva o dinámica que le confiere un atractivo muy amplio. Lichtman considera candidatos carismáticos a James G. Blaine, William Jennings Bryan, Theodore Roosevelt, Franklin D. Roosevelt John F. Kennedy, Ronald Reagan y Barack Obama. Por el contrario, Donald Trump tenía un intenso atractivo entre sólo una pequeña parte del electorado.
Esta cualidad tampoco es permanente: Barack Obama derrochó carisma en las elecciones de 2008, pero no logró la misma conexión con el público en 2012. En cuanto a ser un «héroe nacional», el público debe considerar que el candidato ha desempeñado un papel clave en el éxito de alguna empresa nacional. Lichtman considera héroes nacionales a Ulysses Grant y Dwight Eisenhower, ambos grandes líderes bélicos.

## Registro de previsión de Lichtman

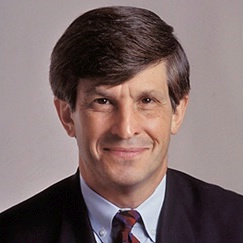
Allan Lichtman

En 2000, Lichtman predijo que Al Gore seria electo presidente. Al final, Gore ganó la elección nacional. voto popular, pero perdió el Colegio Electoral de los Estados Unidos y por lo tanto no se convirtió en presidente. Normalmente, no necesariamente, el ganador del voto popular nacional también gana el Colegio Electoral, el organismo electoral que realmente selecciona al presidente. Eso es lo que le pasó a Gore en 2000, y no había sucedido en Estados Unidos desde 1888.
En su defensa, Lichtman argumenta que en 2000 fue específicamente el ganador del voto popular nacional, que de hecho ganó Gore. En su libro de 1988, Las trece llaves de la presidencia, Lichtman había definido de hecho su modelo como una predicción del resultado del voto popular. Sin embargo, no hay dudas sobre los lectores de estos temas en sus artículos diarios, desde su previsión para el año 2000.En estudios sucesivos, Lichtman demostró que el recuento del estado de Florida excluyó arbitrariamente una gran cantidad de votos de Al Gore, estudio que fue verificado posteriormente de forma independiente, por lo que su predicción para el año 2000 fue, técnicamente, correcta, pero una mala gestión del recuento alteró el resultado de las elecciones.
En 2016, Lichtman predijo que Donald Trump ganaría las elecciones. Sin embargo, Trump perdió el voto popular. Lichtman dice que después de las elecciones de 2000 dejó de predecir el resultado del voto popular y simplemente ante el presidente electo, explicando que las discrepancias entre el Colegio Electoral y el voto popular aumentaron drásticamente.

## Desarrollo

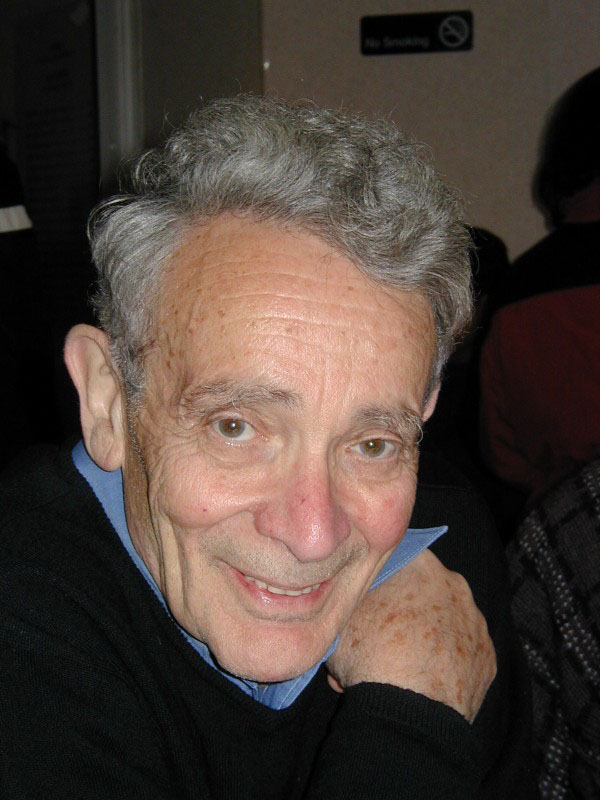
Vladimir Keilis-Borok

Mientras asistía a una cena en el Caltech en 1981, Allan Lichtman conoció a Vladimir Keilis-Borok, un importante geofísico ruso. Ambos eran becarios Fairchild en Caltech. Keilis-Borok estaba interesado en aplicar sus técnicas de predicción a los sistemas políticos democráticos. Esto no le era posible dentro de la Unión Soviética, que era una autocracia unipartidista, y alguien del partido le remitió a Lichtman. Lichtman atrajo el interés de Keilis-Borok porque era un historiador cuantitativo que analizaba matemáticamente las tendencias de la historia estadounidense. Lichtman aceptó ayudar a Keilis-Borok a aplicar sus técnicas de predicción a las elecciones presidenciales estadounidenses.
Lichtman y Keilis-Borok examinaron los datos recopilados de todas las elecciones presidenciales desde 1860 hasta 1980 para identificar los factores que parecían predecir los resultados electorales. A partir de sus propios estudios sobre las elecciones presidenciales estadounidenses, Lichtman llegó a la conclusión de que, en realidad, los votantes no se ven muy influidos por la puesta en escena de las campañas electorales y, en cambio, votan en función de la actuación del presidente en el cargo.
Lichtman y Keilis-Borok publicaron su modelo de predicción en un artículo de 1981, y en ese momento su sistema sólo tenía 12 preguntas. Más tarde, se ampliaron a 13. En 1982, Lichtman hizo su predicción para las elecciones de 1984.
|                                         | 1984           | 1988              | 1992              | 1996         | 2000           | 2004           | 2008         | 2012         | 2016            | 2020         | 2024          |
| --------------------------------------- | -------------- | ----------------- | ----------------- | ------------ | -------------- | -------------- | ------------ | ------------ | --------------- | ------------ | ------------- |
| Titular (partido)                       | Ronald Reagan  | George H. W. Bush | George H. W. Bush | Bill Clinton | Al Gore        | George W. Bush | John McCain  | Barack Obama | Hillary Clinton | Donald Trump | Kamala Harris |
| Desafiante (partido)                    | Walter Mondale | Michael Dukakis   | Bill Clinton      | Bob Dole     | George W. Bush | John Kerry     | Barack Obama | Mitt Romney  | Donald Trump    | Joe Biden    | Donald Trump  |
| Ganancias de medio término              | Verdadero      | Verdadero         | Falso             | Falso        | Verdadero      | Verdadero      | Falso        | Falso        | Falso           | Falso        | Falso         |
| Sin disputa en las primarias            | Verdadero      | Verdadero         | Verdadero         | Verdadero    | Verdadero      | Verdadero      | Verdadero    | Verdadero    | Falso           | Verdadero    | Verdadero     |
| Titular que busca la reelección         | Verdadero      | Falso             | Verdadero         | Verdadero    | Falso          | Verdadero      | Falso        | Verdadero    | Falso           | Verdadero    | Falso         |
| Ningún tercer candidato                 | Verdadero      | Verdadero         | Falso             | Falso        | Verdadero      | Verdadero      | Verdadero    | Verdadero    | Falso           | Verdadero    | Verdadero     |
| Fuerte economía a corto plazo           | Verdadero      | Verdadero         | Falso             | Verdadero    | Verdadero      | Verdadero      | Falso        | Verdadero    | Verdadero       | Falso        | Verdadero     |
| Economía fuerte a largo plazo           | Falso          | Verdadero         | Falso             | Verdadero    | Verdadero      | Falso          | Falso        | Falso        | Verdadero       | Falso        | Verdadero     |
| Cambio de políticas públicas importante | Verdadero      | Falso             | Falso             | Falso        | Falso          | Falso          | False        | Verdadero    | Falso           | Verdadero    | Verdadero     |
| Sin malestar social                     | Verdadero      | Verdadero         | Verdadero         | Verdadero    | Verdadero      | Verdadero      | Verdadero    | Verdadero    | Verdadero       | Falso        | Verdadero     |
| Sin escándalos                          | Verdadero      | Verdadero         | Verdadero         | Verdadero    | Falso          | Verdadero      | Verdadero    | Verdadero    | Verdadero       | Falso        | Verdadero     |
| Sin fracaso exterior/militar            | Verdadero      | Verdadero         | Verdadero         | Verdadero    | Verdadero      | Falso          | Falso        | Verdadero    | Verdadero       | Verdadero    | Falso         |
| Gran éxito exterior/militar             | Falso          | Verdadero         | Verdadero         | Falso        | Falso          | Verdadero      | Falso        | Verdadero    | Falso           | Falso        | Falso         |
| Titular carismático                     | Verdadero      | Falso             | Falso             | Falso        | Falso          | Falso          | Falso        | Falso        | Falso           | Falso        | Falso         |
| Retador poco carismático                | Verdadero      | Verdadero         | Verdadero         | Verdadero    | Verdadero      | Verdadero      | Falso        | Verdadero    | Verdadero       | Verdadero    | Verdadero     |
| Llaves en falso                         | 2              | 3                 | 6                 | 5            | 5              | 4              | 9            | 3            | 7               | 7            | 5             |
| Ganador pronosticado                    | Ronald Reagan  | George H. W. Bush | Bill Clinton      | Bill Clinton | Al Gore        | George W. Bush | Barack Obama | Barack Obama | Donald Trump    | Joe Biden    | Kamala Harris |
| Ganador real                            | Ronald Reagan  | George H. W. Bush | Bill Clinton      | Bill Clinton | George W. Bush | George W. Bush | Barack Obama | Barack Obama | Donald Trump    | Joe Biden    | Donald Trump  |

## Conclusiones teóricas
Lichtman dice que la lección de las 13 claves es que la gobernanza, y no la campaña, es lo que determina quién ganará las elecciones presidenciales. Si los votantes creen que el país ha estado bien gobernado en los cuatro años anteriores, reelegirán al presidente en ejercicio o al candidato del partido del presidente en ejercicio; de lo contrario, transferirán las funciones de la presidencia a la oposición. Dada esta percepción, Lichtman afirma que los candidatos deberían invertir menos dinero y esfuerzo en sus campañas electorales, ya que en realidad tienen poco efecto sobre el resultado.